# 伊賀中部国際空港線
伊賀中部国際空港線（いがちゅうぶこくさいくうこうせん）とは、三重交通がかつて運行していた高速バス路線で、三重県名張市と中部国際空港を結んでいた。

## 歴史
- 2005年2月17日： 中部国際空港の開港に合わせて運行開始。(当初は1日6往復で運行)
- 2005年7月1日： 1日3往復に減便
- 2005年12月1日： 路線廃止

## 特徴
- 名張駅西口 - 関バスセンター間の停留所は上りは乗車のみ、下りは降車のみの扱いで、同区間のみの乗車は出来ない。

## 車両
- 車両はいすゞ自動車のGALAである。
- 車両全体が黄色に塗装されている。

## 停留所一覧
- 名張駅西口 - 三交伊賀車庫 - 三交上野車庫 - 上野産業会館 - 御代インター森精機前 - 関バスセンター - 中部国際空港

## 経由路線
国道368号 - （中瀬IC） - 名阪国道 - （亀山IC） - 東名阪自動車道 - （四日市JCT） - 伊勢湾岸自動車道 - （大府IC） - （大府西IC） - 知多半島道路 - （半田中央JCT） - 知多横断道路（セントレアライン） - （りんくう本線TB）- 中部国際空港連絡道路（セントレアライン）